# Indicatif régional 207

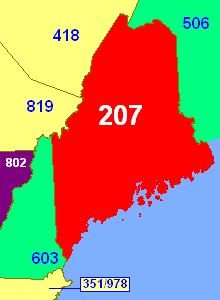
image d'indicatifs régionaux notamment le 207 (le Maine)

L'indicatif régional 207 est l'indicatif téléphonique régional de l'État du Maine aux États-Unis. L'indicatif régional couvre tout le territoire de l'État sauf le hameau de Estcourt Station qui est isolé du reste de l'État et qui est couvert par l'indicatif 418 de la région de la ville de Québec au Canada.
L'indicatif régional 207 fait partie du Plan de numérotation nord-américain.

## Historique
Cet indicatif date de 1947 et est l'un des indicatifs originaux du Plan de numérotation nord-américain.